# Autonomía Integral
La Autonomía Integral (en español: Autonomia Integrale) (AI) fue partido político italiano un regionalista democristiano con sede en el Trentino, activo de 1982 a 1988.
Surgió en 1982 del sector más centrista del Partido Popular Trentino Tirolés (PPTT) tras la división de este, liderado por Enrico Pruner. En las elecciones provinciales de 1983 AI obtuvo un 3,1% de los votos, frente al 8,2% de Unión Autonomista Trentino Tirolesa, el otro grupo surgido del PPTT.
En 1988 sin embargo ambos grupos se reunificaron para dar lugar al Partido Autonomista Trentino Tirolés, que en las elecciones provinciales de ese año logró un 9,9% de los votos.